# NGC 762
NGC 762 (другие обозначения — MCG -1-6-6, MK 1012, IRAS01544-0538, PGC 7322) — спиральная галактика с перемычкой (SBa) в созвездии Кит.
Этот объект входит в число перечисленных в оригинальной редакции «Нового общего каталога».
В галактике наблюдается повышенное ультрафиолетовое излучение, и потому её относят к галактикам Маркаряна.
В 1988 году в галактике обнаружена вспышка сверхновой, получившей обозначение SN1988ab. Сверхновая открыта 4 декабря 1988 года с блеском 15,6m (с фильтром R), после максимума. Она находилась в 33" к западу и 5" к северу от ядра галактики, на внешнем крае спирального рукава.